# Atypus
Atypus là một chi nhện trong họ Atypidae.

## Hình ảnh

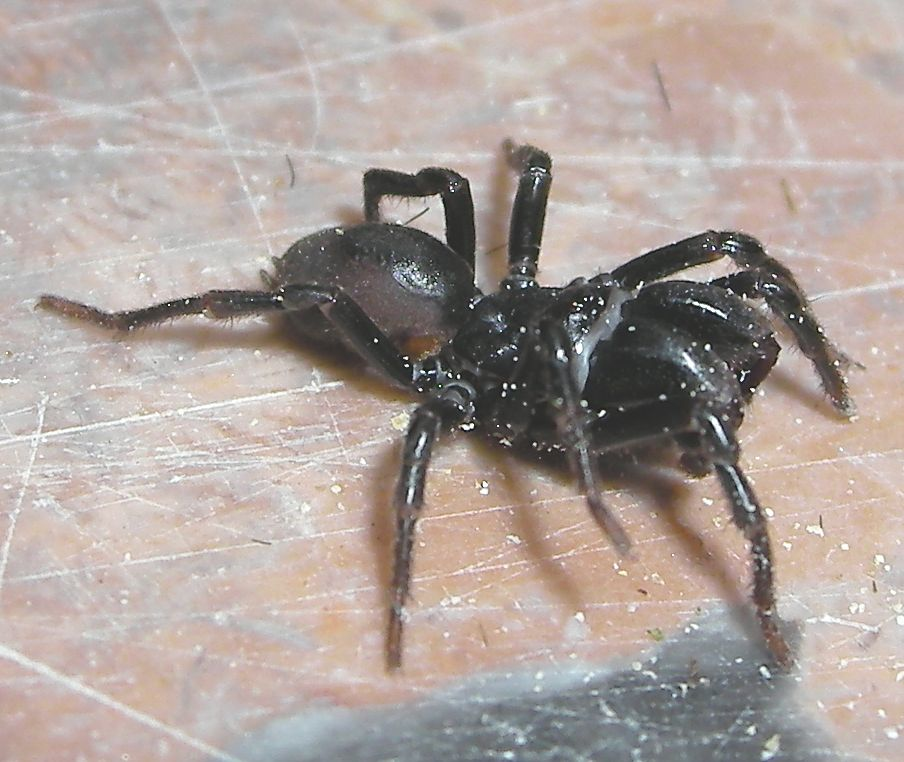